# Catastrophe de Fourvière
La catastrophe de Fourvière, ou catastrophe de Lyon - Saint-Jean, est un événement tragique de la ville de Lyon qui s'est déroulé dans le quartier Saint-Jean dans la nuit du 12 au 13 novembre 1930. Un pan de la colline de Fourvière s'est écroulé causant la destruction de bâtiments et la mort de 40 personnes.

## Avant la catastrophe

### Antécédents
La colline de Fourvière est percée de nombreuses galeries de drainage, issues de l'époque romaine. D'anciennes citernes existent, sous la piste de la Sara et sous l'esplanade du lycée Saint-Just.
Des effondrements s'étaient déjà produits en 840 et 1795.
En 1895, André Steyert mettait en garde : « Les hauteurs de Fourvière et de la Croix-Rousse sont formées d'alluvions glaciaires qui jouent pour ainsi dire le rôle d'éponges. Les eaux de pluie sont absorbées par ces terrains à travers lesquels elles filtrent et s'épanchent ensuite en une multitude de petites sources, qui coulent sur toutes les pentes de toutes les pentes des deux coteaux. Ces masses d'eau suintant de toutes parts, outre qu'elles entretiennent une humidité défavorable à la santé, finissent par dégrader le sol peu consistant qu'elles minent, et à chaque instant des blocs considérables se détachent du flanc de nos coteaux, incessamment morcelés et ruinés par cette lente dissolution. Ce fut, donc, et par mesure de salubrité et aussi de conservation, que les Romains criblèrent nos deux collines d'un réseau de canaux de drainage ».

### Signes précurseurs
Dès le 10 novembre 1930, l'adjoint technique à la Ville de Lyon remarque un ruissellement d'eau au niveau de la montée du Chemin-Neuf. Un peu plus haut, l'administrateur de l'hôpital des Chazeaux signale des affaissements sur les terrasses à l'ingénieur en chef de la Ville de Lyon (M. Chalumeau). Celui-ci se rend sur place le matin du 12 novembre pour évaluer la situation et prendre des mesures. Une partie de l'hôpital est évacuée et la circulation des véhicules lourds est interdite dans la montée du Chemin-Neuf,.

## Déroulement des faits

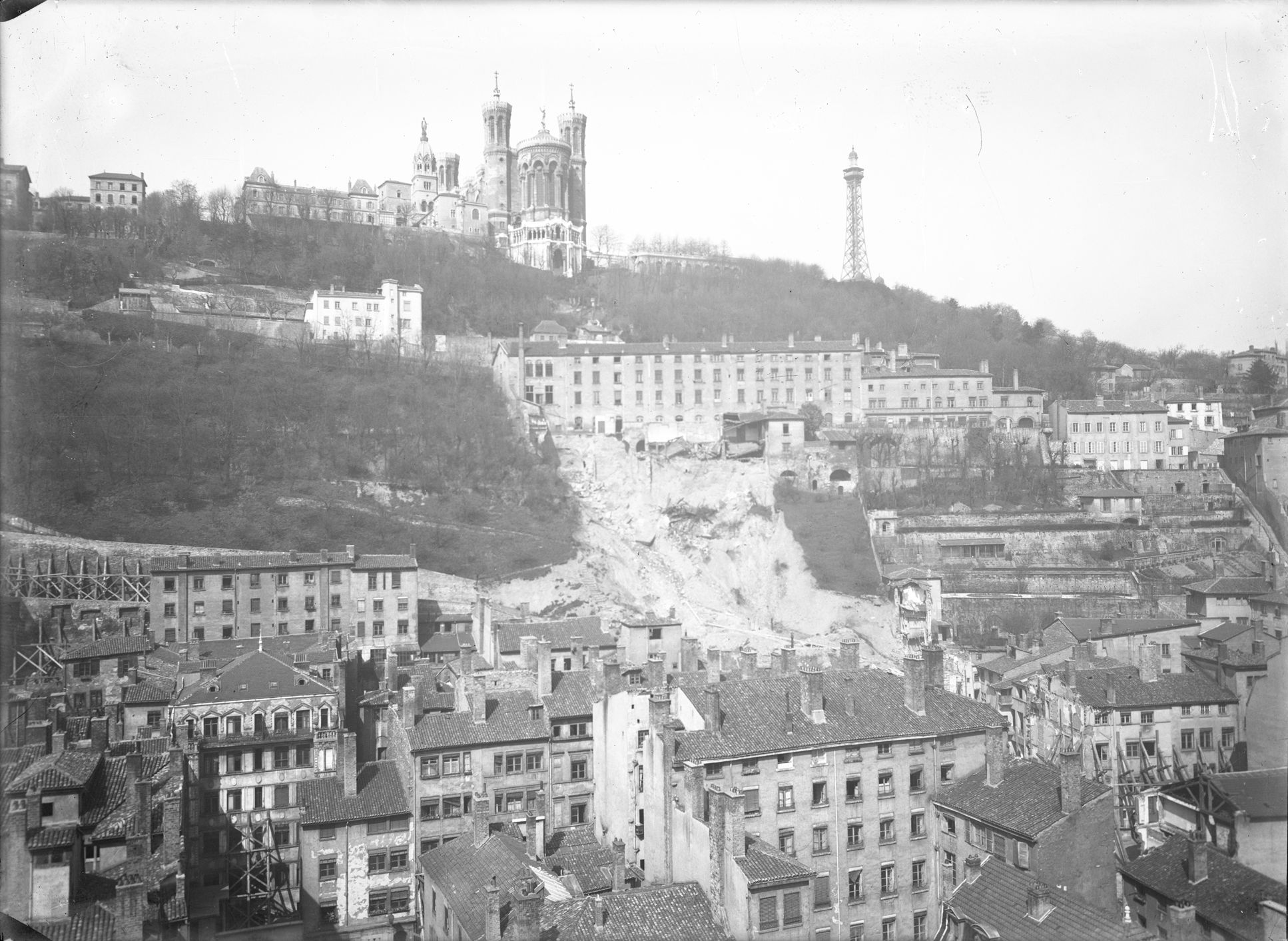
Photographie de l'éboulement. peut être prise des hauteur de la cathédrale Saint-Jean. Archives municipales de Lyon.

Dans la nuit du 12 au 13 novembre 1930, vers une heure du matin, un important glissement d'une partie de la colline de Fourvière détruit plusieurs immeubles. Le quartier est privé d'électricité et les secours se rendent sur les lieux. Une heure après, un autre glissement ensevelit dix-neuf sapeurs-pompiers et quatre membres des forces de l'ordre. L'Hôtel du petit Versailles, des immeubles voisins et une partie du couvent des Dames de Sion sont détruits. Vers trois heures du matin, un dernier éboulement se produit, augmentant les dégâts déjà lourds. Le volume total de l'arrachement est estimé à 25 000 mètres cubes au maximum, ce qui correspond à une surface de 120 × 45 mètres. sur une épaisseur d'environ cinq mètres.

## Bilan humain

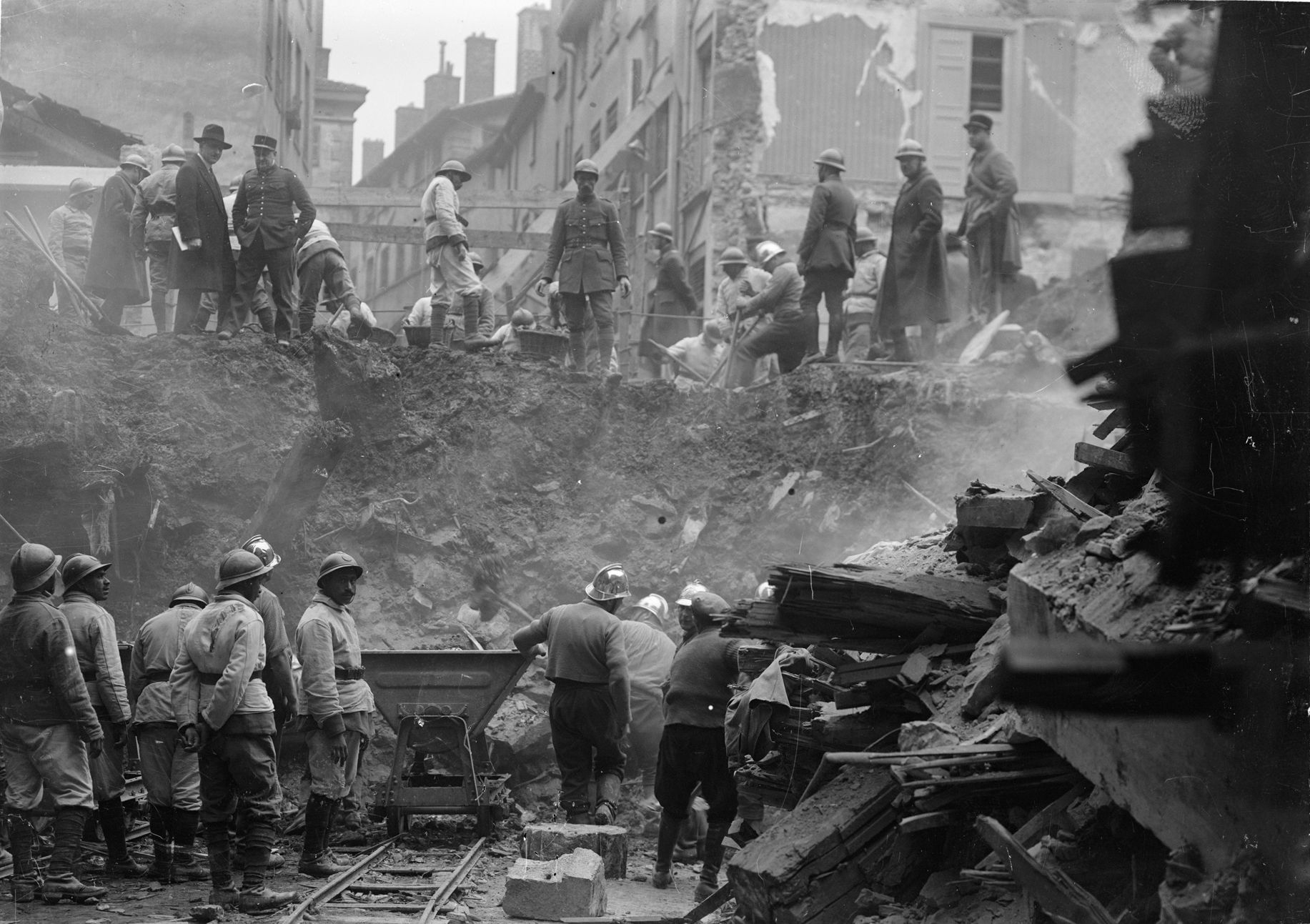
Opérations de secours après l'éboulement.

40 personnes trouvèrent la mort durant la catastrophe :
- 19 pompiers ;
- 4 gardiens de la paix ;
- 17 habitants (immeubles situés aux nos 6, 8 et 10 de la rue Tramassac).

## Causes
Les pluies abondantes de l'été et de l'automne 1930 sont la cause directe de la catastrophe. Mais des causes structurelles sont avancées. Entre le socle cristallin de la colline, dernier vestige du Massif central, et les marnes supérieures qui retiennent la nappe de Fourvière, une importante formation sableuse, alors encore très mal connue, constitue une part importante de la colline. Ce substrat imbibé d'eau est lui-même recouvert d'une épaisse couche de déblais, correspondant aux diverses étapes de l'occupation humaine du site, et en très forte pente (environ 30 %). C'est ce déblai qui est emporté par la liquéfaction de la couche supérieure du substrat sableux. Les différentes ouvertures permettant à l'eau souterraine de s'écouler se sont progressivement obstruées avec le temps. Les eaux de pluie et des différentes sources se sont ainsi accumulées exerçant une pression de plus en plus forte sur la couche superficielle de la colline.
Une étude avait pourtant été adressée le 12 mai 1925 au maire de Lyon par le doyen Desperet sur l'affaissement de la colline de Fourvière. Malgré la description précise et scientifique des risques, le coût des travaux dissuada les décideurs d'engager des travaux. De plus, trois mois avant le drame un rouleau compresseur s'est enfoncé dans la chaussée de la montée du Chemin-Neuf.

## Après les faits

### Travaux

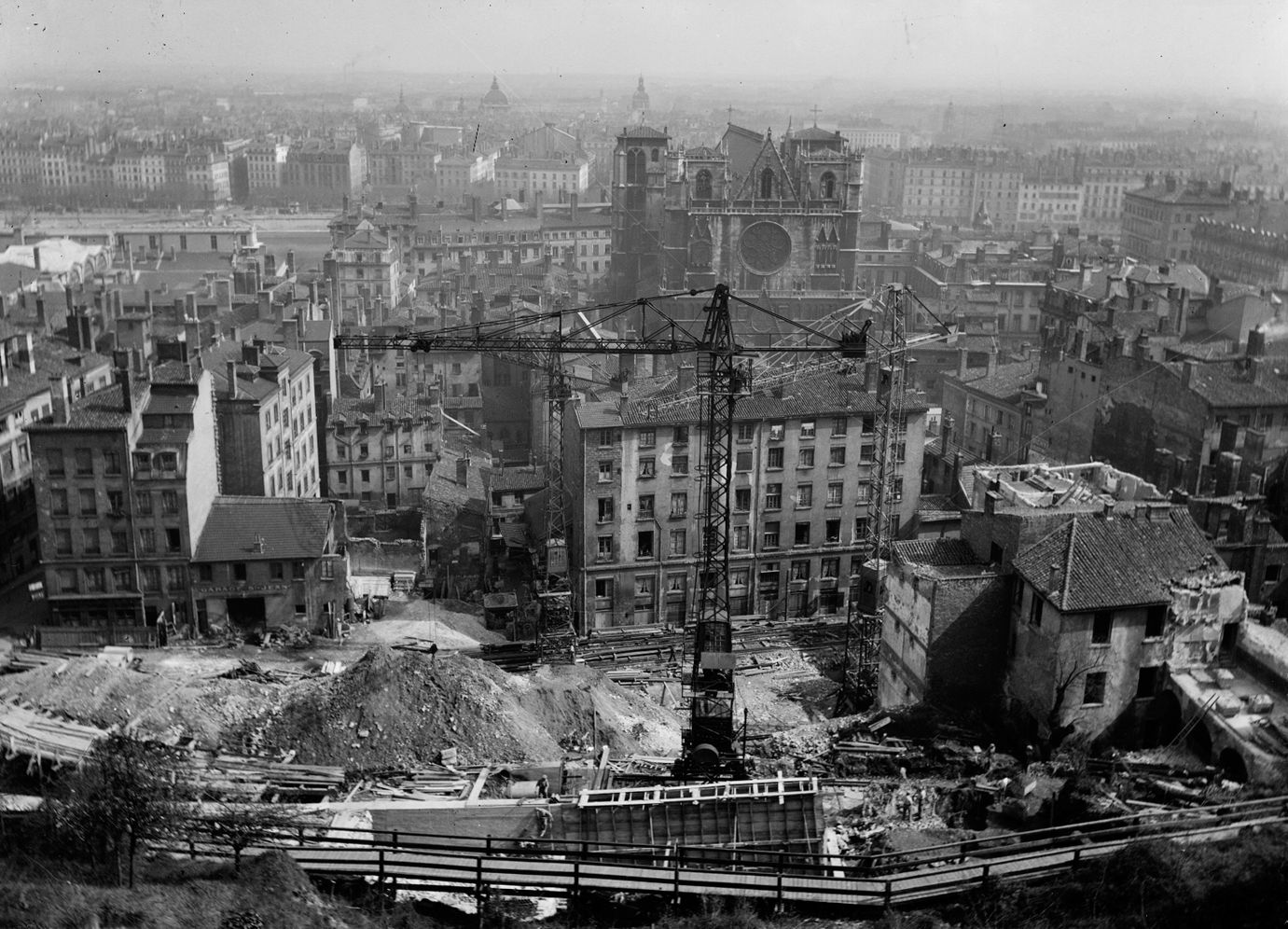
Travaux de consolidation de la colline.

La colline est renforcée avec du béton armé, et les eaux d'infiltration sont drainées et servent ensuite à alimenter la fontaine située en contrebas de la basilique Notre-Dame de Fourvière qui n'a d'ailleurs apparemment pas subi de dégâts. Un hôpital tenu par des religieuses et qui menaçait de s'écrouler est démoli. Au total, 40 000 t de terre et de débris doivent être déblayées. Une indemnité de 15 millions de francs est votée par le Parlement.

### Commémoration
Une plaque commémorative a été placée dans la rue Tramassac.

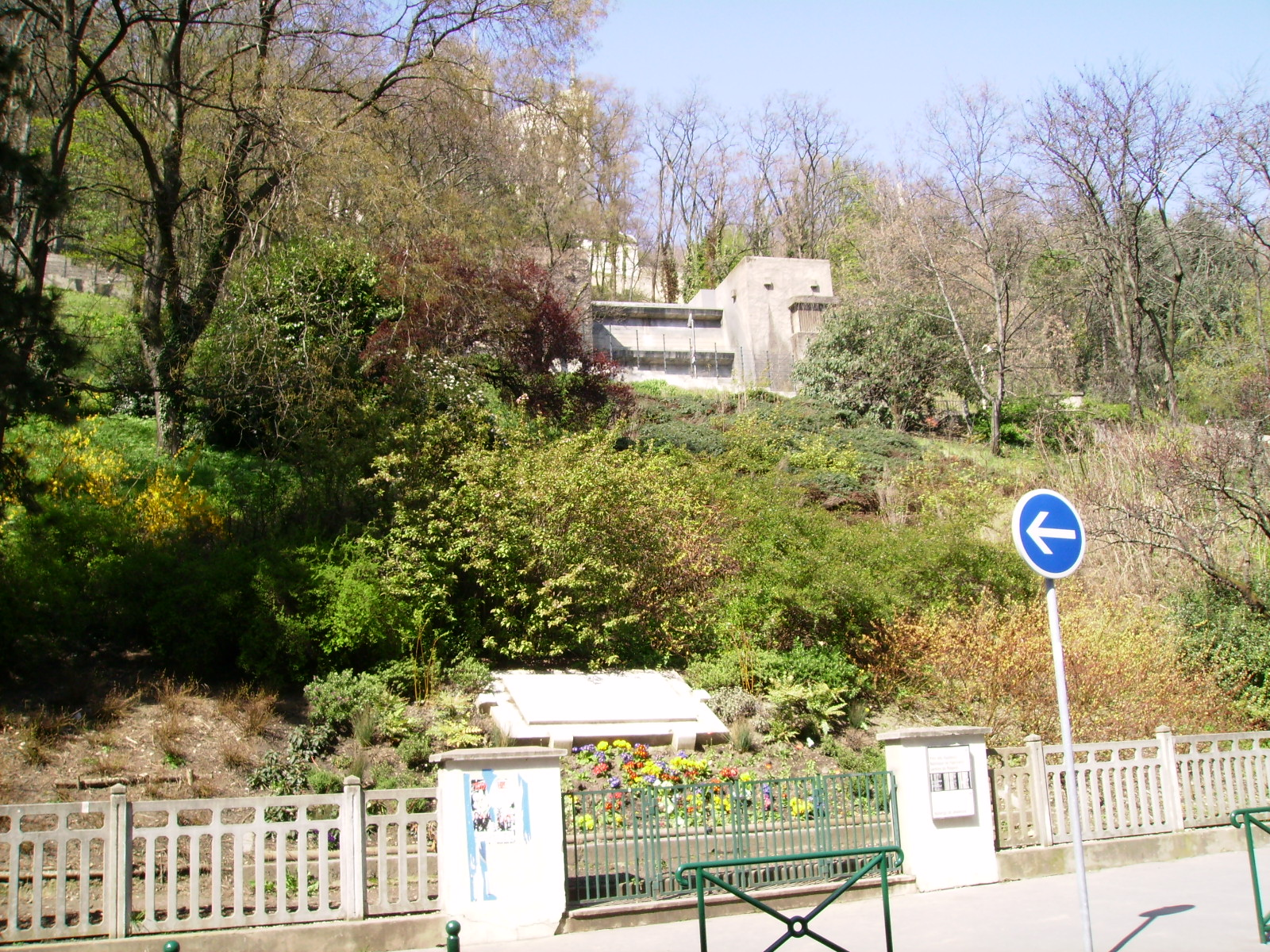
Mémorial et cascade de la catastrophe de Fourvière.
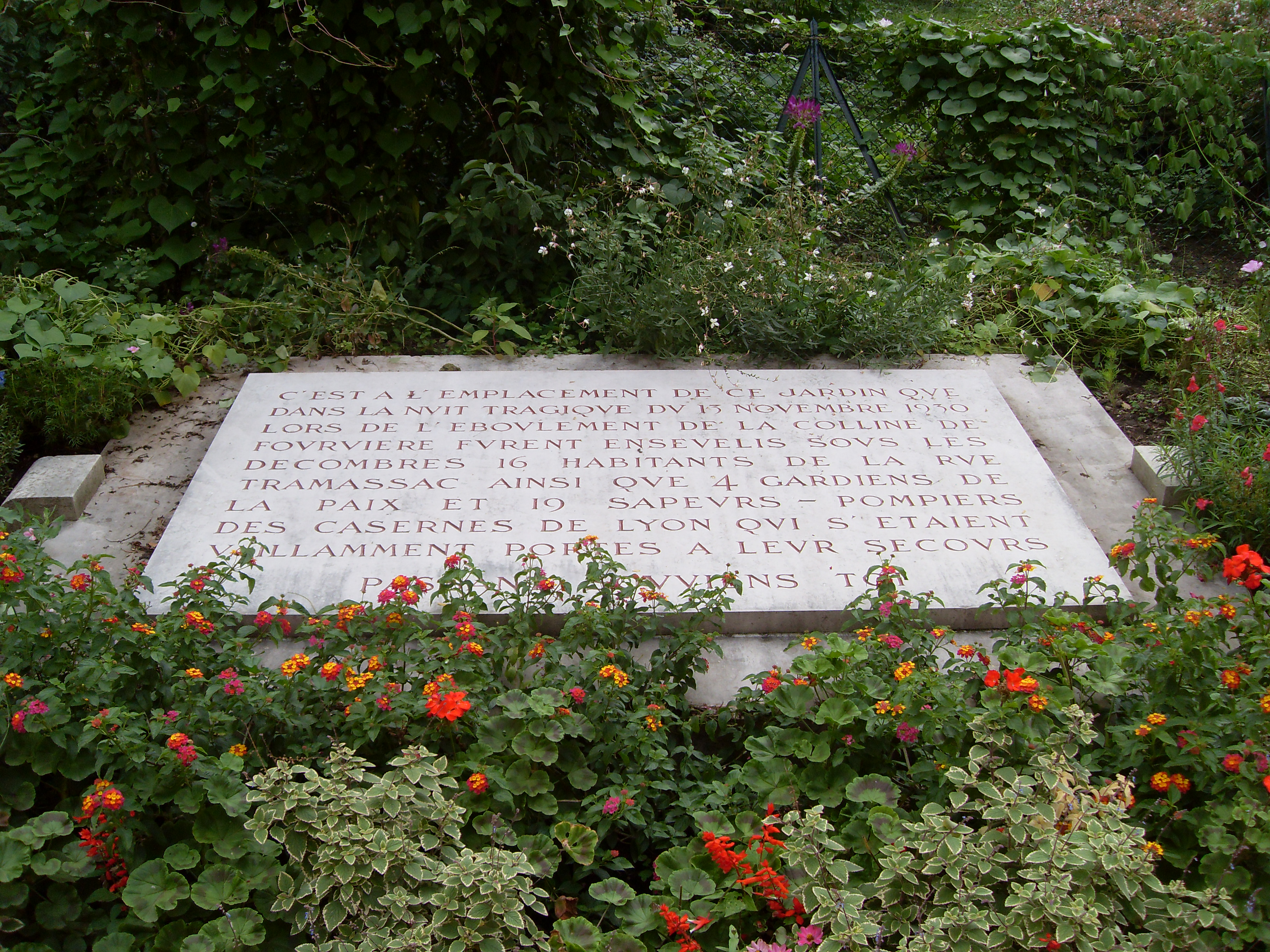
Plaque commémorative.

### Rumeur d'un lac sous Fourvière
À la suite de la catastrophe, la mairie de Lyon reçut de nombreux courriers attestant l'existence d'un lac sous la colline. La plus célèbre de ces lettres, datée de janvier 1931, provient d'une dénommée Veuve Richard, demeurant à Satillieu en Ardèche, qui affirme avoir été conduite à ce lac sur lequel se trouvait un bateau.
Le sujet est pris au sérieux par les autorités de l'époque. Le 13 janvier 1931, le Salut public relate les recherches diligentées par le juge d'instruction Vinas, chargé d'enquêter sur la catastrophe de Saint-Jean. Le maire de Lyon, Édouard Herriot, avait en effet reçu, quelques jours plus tôt, un rapport signé d'un ancien ingénieur du PLM. Son auteur, M. Roulet, était persuadé de l'existence d'une « poche d'eau, une sorte de lac » sous le cimetière de Loyasse. Il l'aurait même trouvé, lors d'une exploration de galerie, en compagnie de M. Gebhard, commissaire aux délégations judiciaires.
Quelques jours plus tard, dans son édition du 21 janvier, le Salut public dément finalement la présence d'un lac. Le propriétaire du terrain menant à la galerie aurait indiqué au juge que la galerie menait à un mur retenant des eaux de captage, mais en aucun cas à un lac.
Dans son édition du 19 février, le Salut public, ayant interrogé le professeur de minéralogie Henri Longchambon, finit par conclure : « Quant au lac souterrain qui aurait été découvert sous Loyasse, c'est une légende, disent les savants. De fait, personne ne peut assurer avoir canoté, pêché ou jouté sur cette pièce d'eau. »
De nos jours, la rumeur d'un lac sous Fourvière est toujours tenace auprès des Lyonnais, entretenue parfois par la diffusion de photos de citernes souterraines (la grotte Bérelle ou celle de l'usine des eaux de Saint-Clair).